# Gonyleptes pectinatus
Gonyleptes pectinatus is een hooiwagen uit de familie Gonyleptidae.